# Pomorze Tylne
Pomorze Tylne (niem. Hinterpommern) – historyczna część Pomorza, obecnie w granicach Polski – województwa zachodniopomorskiego, częściowo także województwa pomorskiego oraz województwa wielkopolskiego. Na zachodzie granicę jego wyznacza rzeka Odra, od wschodu historyczną granicę Pomorza Tylnego stanowiły Prusy Królewskie.
Kraina zamieszkiwana we wczesnym średniowieczu przez słowiańskie plemię Pomorzan, przez długie lata opierała się chrystianizacji. Podbijane sporadycznie przez władców Polski (Mieszko I, Bolesław Krzywousty), Pomorze Tylne szybko zdołało uniezależnić się od polskiej władzy, choć przez pewien czas pozostawało polskim lennem. Po zaprowadzeniu chrześcijaństwa przez dynastię Gryfitów podczas misji Ottona z Bambergu (ok. 1125) rozpoczęła się kolonizacja Pomorza Tylnego i napływ osadników, głównie z Niemiec.
Głównymi miastami Pomorza Tylnego były Słupsk, Sławno, Koszalin, Stargard, Kołobrzeg, Szczecinek, Białogard, a przejściowo także Lębork.